# Марвел зомбита
„Марвел зомбита“ (на английски: Marvel Zombies) е американски минисериал, създаден от Браян Андрюс.
Базиран е върху едноименната държава на „Марвел Комикс“. Минисериалът излиза по Disney+ на 24 септември 2025 г. Сериалът проследява приключенията на различни персонажи на Марвел по време на зомби апокалипсис и е свързан със сериала Ами ако...?.
Сериалът е част от Киновселената на Марвел. Това е седемнадесетият сериал от „Марвел Студио“ и е част от Шеста фаза. 

## Главни герои
- Елизабет Олсън – Уанда Максимоф / Алената вещица
- Рандъл Парк – Джими Ву
- Дейвид Харбър – Алексей Шостаков / Червения пазител
- Флорънс Пю – Йелена Белова / Черната вдовица
- Симу Лиу – Су Шан-Чи
- Аукуафина – Кати
- Хейли Стайнфелд – Кейт Бишоп / Ястребово око
- Иман Велани – Камала Кан / Мис Марвел
- Доминик Торн – Рири Уилямс / Желязното сърце
- Хъдзън Теймс – Питър Паркър / Спайдър-Мен

## Епизоди
| № | # | Заглавие   | Режисура     | Сценарий                | Първо излъчване      | Първо излъчване      | Рейтинг (в милиони) |
| - | - | ---------- | ------------ | ----------------------- | -------------------- | -------------------- | ------------------- |
| 1 | 1 | Неизвестно | Браян Андрюс | Зеб Уелс и Браян Андрюс | 24 септември 2025 г. | 24 септември 2025 г. | Неизвестно          |
|   |   |            |              |                         |                      |                      |                     |
| 2 | 2 | Неизвестно | Браян Андрюс | Зеб Уелс и Браян Андрюс | 24 септември 2025 г. | 24 септември 2025 г. | Неизвестно          |
|   |   |            |              |                         |                      |                      |                     |
| 3 | 3 | Неизвестно | Браян Андрюс | Зеб Уелс и Браян Андрюс | 24 септември 2025 г. | 24 септември 2025 г. | Неизвестно          |
|   |   |            |              |                         |                      |                      |                     |
| 4 | 4 | Неизвестно | Браян Андрюс | Зеб Уелс и Браян Андрюс | 24 септември 2025 г. | 24 септември 2025 г. | Неизвестно          |
|   |   |            |              |                         |                      |                      |                     |